# SD Worx
SD Worx (UCI kód: SDW) je nizozemský profesionální silniční cyklistický tým na úrovni UCI Women's WorldTeam založený v roce 2012. Tým se soustředí převážně na silniční cyklistiku a účastní se závodů v rámci UCI Women's World Tour.
Mezi lety 2012 a 2020 byly hlavními sponzory týmu společnosti Boels Rental, nizozemská půjčovna vybavení, a Doels Landscaping, nizozemská stavební inženýrská firma. Obě společnosti ukončily své titulární sponzorství na konci roku 2020. V únoru 2020 bylo oznámeno, že společnost SD Worx, belgická firma specializující se na personální služby, podepsala s týmem čtyřletou smlouvu a bude titulárním sponzorem týmu od roku 2021.

## Soupiska týmu
K 15. srpnu 2021
- Karol-Ann Canuelová (CAN) (* 18. dubna 1988)
- Elena Cecchiniová (ITA) (* 25. května 1992)
- Jolien D'Hooreová (BEL) (* 14. března 1990)
- Niamh Fisherová-Blacková (NZL) (* 12. srpna 2000)
- Roxane Fournierová (FRA) (* 7. listopadu 1991)
- Christine Majerusová (LUX) (* 25. února 1987)
- Ashleigh Moolmanová (RSA) (* 9. prosince 1985)
- Nikola Nosková (CZE) (* 1. července 1997)
- Amy Pietersová (NED) (* 1. června 1991)
- Anna Shackleyová (GER) (* 17. května 2001)
- Lonneke Unekenová (NED) (* 2. března 2000)
- Chantal van den Broeková-Blaaková (NED) (* 22. října 1989)
- Anna van der Breggenová (NED) (* 18. dubna 1990)
- Kata Blanka Vasová (HUN)  (* 3. září 2001)
- Demi Volleringová (NED) (* 15. listopadu 1996)

## Vítězství na šampionátech
2010
 Nizozemský scratch, Winanda Spoorová
2012
 Ázerbájdžánská časovka, Elena Čalyková
2013
 Britský silniční závod, Lizzie Armitsteadová
2014
 Lucemburský cyklokros, Christine Majerusová
 Lucemburská časovka, Christine Majerusová
 Lucemburský silniční závod, Christine Majerusová
2015
 Lucemburský cyklokros, Christine Majerusová
 Lucemburská časovka, Christine Majerusová
 Lucemburský silniční závod, Christine Majerusová
 Americký silniční závod, Megan Guarnierová
 Dánský silniční závod, Amalie Dideriksenová
 Britský silniční závod, Lizzie Armitsteadová
 Mistryně Evropy v individuální stíhačce do 23 let, Amalie Dideriksenová
 Mistryně Evropy v omniu do 23 let, Amalie Dideriksenová
 Mistryně světa v silničním závodu, Lizzie Armitsteadová
 Mistryně Evropy v bodovacím závodu, Katarzyna Pawłowská
2016
 Mistryně světa v bodovacím závodu, Katarzyna Pawłowská
 Lucemburský cyklokros, Christine Majerusová
 Britský cyklokros, Nikki Harrisová
 Americký silniční závod, Megan Guarnierová
 Lucemburská časovka, Christine Majerusová
 Lucemburský silniční závod, Christine Majerusová
 Mistryně Evropy v časovce, Ellen van Dijková
 Mistryně světa v silničním závodu, Amalie Dideriksen
 Dánské omnium, Amalie Dideriksenová
 Dánský bodovací závod, Amalie Dideriksenová
 Dánská individuální stíhačka, Amalie Dideriksenová
 Dánský scratch, Amalie Dideriksenová
 Dánský individuální sprint, Amalie Dideriksenová
2017
 Lucemburský cyklokros, Christine Majerusová
 Britský cyklokros, Nikki Brammierová
 Polská časovka, Katarzyna Pawłowská
 Lucemburská časovka, Christine Majerusová
 Britský silniční závod, Lizzie Armitsteadová
 Nizozemský silniční závod, Chantal Blaaková
 Lucemburský silniční závod, Christine Majerusová
 Kanadská časovka, Karol-Ann Canuelová
 Dánské omnium, Amalie Dideriksenová
 Mistryně světa v silničním závodu, Chantal Blaaková
 Polské omnium, Katarzyna Pawłowská
 Nizozemská individuální stíhačka, Amy Pietersová
2018
 Lucemburský cyklokros, Christine Majerusová
 Lucemburská časovka, Christine Majerusová
 Dánský silniční závod, Amalie Dideriksenová
 Nizozemský silniční závod, Chantal Blaaková
 Lucemburský silniční závod, Christine Majerusová
 Mistryně světa v silničním závodu, Anna van der Breggenová
 Nizozemská individuální stíhačka, Amy Pietersová
2019
 Lucemburský cyklokros, Christine Majerusová
 Lucemburská časovka, Christine Majerusová
 Lucemburský silniční závod, Christine Majerusová
 Mistryně Evropy v madisonu, Amalie Dideriksenová
2020
 Lucemburský cyklokros, Christine Majerusová
 Dánská časovka, Amalie Dideriksenová
 Lucemburská časovka, Christine Majerusová
 Lucemburský silniční závod, Christine Majerusová
 Nizozemský silniční závod, Anna van der Breggenová
 Mistryně světa v časovce, Anna van der Breggenová
 Mistryně světa v silničním závodu, Anna van der Breggenová
2021
 Česká časovka, Nikola Nosková
 Maďarská časovka, Kata Blanka Vasová
 Lucemburská časovka, Christine Majerusová
 Nizozemská časovka, Anna van der Breggenová
 Nizozemský silniční závod, Amy Pietersová
 Maďarský silniční závod, Kata Blanka Vasová
 Lucemburský silniční závod, Christine Majerusová
 Britská časovka do 23 let, Anna Shackleyová